# Мати (фільм, 1927)
«Мати» (англ. Mother) — американська драма режисера Джеймса Лео Міена 1927 року.

## Сюжет
Місіс Елліс намагається зберегти щастя і комфорт в сім'ї, навіть ціною свого власного щастя. Коли у сім'ї починаються важкі часи, вона продає особисті речі, але її сім'я реагує невдячно — чоловік заводить роман з клієнткою в його архітектурній фірмі. Сім'я знаходиться на грані краху, коли місіс Елліс отримує можливість виправити ситуацію.

## У ролях
- Белль Беннетт — місіс Елліс
- Кроуфорд Кент — містер Елліс
- Вільям Бейкуелл — Джеррі Елліс
- Джойс Коад — Бетті Елліс
- Мейбл Жюльєнна Скотт — місіс Вейн
- Сем Аллен — капрал Коттер
- Шарлотта Стівенс — Една Ларкін